# Monte Giberto
Monte Giberto är en ort och kommun i provinsen Fermo i regionen Marche i Italien. Kommunen hade 775 invånare (2018).